# Малое (озеро, Северо-Казахстанская область)
Малое (каз. Малое) — озеро в Аккайынском районе Северо-Казахстанской области Казахстана. Находится в 9 км к юго-западу от села Камышлово.
По данным топографической съёмки 1940-х годов, площадь поверхности озера составляет 1,62 км². Наибольшая длина озера — 1,5 км, наибольшая ширина — 1,3 км. Длина береговой линии составляет 4,7 км, развитие береговой линии — 1,04. Озеро расположено на высоте 128,6 м над уровнем моря.